# Монте Видон Корадо
Монте Видон Корадо (итал. Monte Vidon Corrado) насеље је у Италији у округу Фермо, региону Марке.
Према процени из 2011. у насељу је живело 352 становника. Насеље се налази на надморској висини од 393 м.

## Становништво
| 1931. | 1936. | 1951. | 1961. | 1971. | 1981. | 1991. | 2001. | 2011. |
| ----- | ----- | ----- | ----- | ----- | ----- | ----- | ----- | ----- |
| 1.240 | 1.181 | 1.165 | 1.019 | 951   | 837   | 802   | 829   | 777   |